# 첼로 소나타 2번 (베토벤)
《첼로 소나타 2번 사단조, 작품 번호 5–2》는 루트비히 판 베토벤이 작곡한 두 개의 첼로와 피아노를 위한 소나타, 작품 번호 5 세트의 두 번째 작품이다.

## 작곡 및 초연
작품 번호 5 소나타 세트의 두 작품은 모두 1796년 5월에서 7월 사이에 베토벤이 그의 후원자인 리히놉스키 공작과 함께 연주 여행을 위해 베를린에 머무르는 동안에 궁정 관현악단의 수석 첼리스트였던 장 피에르 뒤포르를 위해 작곡한 것이다. 이때 베토벤은 작품 번호 5 세트와 함께 헨델의 오라토리오 유다스 마카베우스 중 "보라, 정복의 영웅이 온다" 주제에 의한 첼로와 피아노를 위한 변주곡 사장조, WoO 45를 작곡했다.
두 개의 소나타의 초연은 마찬가지로 베를린에 머무르던 1796년 5월에서 7월 사이에 뒤포르 형제 중 한 명(장-피에르 뒤포르가 아닌, 그의 동생 장-루이 뒤포르일 가능성이 있다)과 베토벤에 의해 이루어졌다. 누가 실제로 연주했는지에 관계없이 이 두 명의 유명한 첼리스트의 연주 스타일과 능력은 확실히 베토벤의 이 첼로 작품 작곡에 영향을 미쳤다. 사실, 작품 번호 5 소나타 세트에서 첼로곡 작곡의 몇 가지 측면은 나중에 장-루이 뒤포르가 출판한 악기를 위한 개인 지도의 책에 나타난다.

## 출판 및 의의
출판은 1797년 2월에 작품 번호 5 세트의 두 작품 모두 빈의 아르타리아 사를 통해 이루어졌다. 헌정은 당시 유능한 아마추어 첼리스트였던 프로이센의 국왕 프리드리히 빌헬름 2세에게 이루어졌다(이 헌정으로 베토벤은 국왕으로부터 금화가 가득 든 코담뱃갑을 받았다).
베토벤의 첼로와 피아노를 위한 소나타 장르의 작곡은 전례가 없었다. 하이든이나 모차르트의 작품에서는 모델이 없었던 것이다. 최근에야 이 첼로라는 악기는 전통적인 통주저음의 역할에서 벗어나기 시작했는데, 작품 번호 5 세트는 소재의 밀도, 으뜸음에 더 거리가 먼 조성을 연결하는 작곡가의 능력, 그리고 완전히 쓰여진 건반 파트(당시에는 더 일반적이었을 것으로 생각되는 피겨드 베이스 보다는) 등 여러 면에서 놀라우며, 작곡가의 기본 악기가 독주자의 소리와 동일한 소리를 낸다. 모든 면에서 작품 번호 5 세트의 두 작품은 그 시대에 순응하는 것이 아니었다.

## 악장 구성
이 작품은 두 개의 악장으로 구성되어 있다. 총 연주 소요 시간은 약 20분 정도 걸린다. 작품 번호 5 세트의 두 작품은 모두 첫 번째 악장에서 느린 서주를 갖고, 두 번째 악장인 피날레에서 론도 형식을 갖는다.

### 제1악장. 아다지오 소스테누토 에드 에스르레시보 - 알레그로 몰토 피우 토스토 프레스토
사단조 · 느린 서주가 있는 소나타 형식 · "4/4 박자 → 3/4 박자"
서주(아다지오 소스테누토 에드 에스르레시보)와 주요부(알레그로 몰토 피우 토스토 프레스토)로 구성된다. 아다지오의 구성은 이전 작품보다 뛰어나다. 알레그로의 주요 주제는 아다지오에 비해 간단하다. 두 번째 주제 영역으로의 전환에서 동기의 변형을 부여 받기 전에 각 악기에서 한 번 소리를 낸다. 관계조(내림나장조)에서, 두 번째 주제는 첫 번째 주제와 정확히 반대되는 모양을 갖는다. 서주에서 "플랫" 화성의 영향은, 두 번째 주제 영역과 간략한 전개부 부분에서 모두 실현된다.

### 제2악장. 론도. 알레그로
사장조 · 론도 형식 · 2/4 박자
작품 번호 5 세트의 첫 번째 작품과 마찬가지로 론도 피날레는 당대 최고의 연주자들 조차도 한계에 관하여 테스트를 받는 악장으로, 고도의 기교를 위한 수단임을 입증해 보인다.